# 谷山中央自動車学校
谷山中央自動車学校（たにやまちゅうおうじどうしゃがっこう）は、鹿児島県鹿児島市上福元町にある鹿児島県公安委員会指定自動車教習所。岩井観光開発株式会社が運営している。

## 取得できる免許
- 普通自動車
- 準中型自動車
- 中型自動車
- 大型自動車
- 大型特殊自動車
- けん引
- 大型自動二輪車
- 普通自動二輪車

## アクセス
- 指宿枕崎線（JR九州）谷山駅から車で5分

## 提携
- 国分隼人自動車学校
- 奄美自動車学校
- 鹿児島県自動車学校
- ホテル天文館芳住